# Karenocoris
Karenocoris is een geslacht van wantsen uit de familie van de Reduviidae (Roofwantsen). Het geslacht werd voor het eerst wetenschappelijk beschreven door Norman Cecil Egerton Miller in 1954.

## Soorten
Het genus bevat de volgende soorten:

- Karenocoris badgleyi (Distant, 1909)
- Karenocoris granulus Hsiao & Ren, 1981
- Karenocoris inermis (Distant, 1903)
- Karenocoris pustulatus Miller, 1954
- Karenocoris rudis Miller, 1954